# جيوفري ويلر
جيوفري ويلر (بالإنجليزية: Geoffrey Wheeler)‏ هو مقدم تلفزيوني بريطاني، ولد في 24 سبتمبر 1930، وتوفي في 30 ديسمبر 2013 في برستبوري في المملكة المتحدة.

## وصلات خارجية
- جيوفري ويلر على موقع IMDb (الإنجليزية)